# À toute vitesse (X-Files)
Pour les articles homonymes, voir À toute vitesse.
À toute vitesse (Rush) est le 5e épisode de la saison 7 de la série télévisée X-Files. Dans cet épisode, Mulder et Scully sont confrontés à des adolescents ayant le pouvoir de se déplacer à une vitesse prodigieuse.
L'épisode a obtenu des critiques mitigées.

## Résumé
En Virginie, trois adolescents se rencontrent dans les bois lorsque leur discussion est interrompue par l'arrivée d'un adjoint du shérif. Ce dernier est tué peu de temps après, le crâne fracassé par sa propre lampe-torche. Mulder et Scully viennent enquêter sur ce meurtre dont le suspect principal est Tony Reed, l'un des trois adolescents, car ses empreintes ont été relevées sur la lampe-torche. Mulder et Scully le pensent innocent car l'unique coup porté à la victime l'a été avec une force surhumaine. Les deux agents questionnent sans succès Chastity Raines et Max Harden, le fils du shérif, lesquels se trouvent être les deux autres adolescents qui se trouvaient dans les bois avec Reed.
Plus tard, le shérif doit toutefois relâcher Reed car l'arme du crime a disparu. La caméra de vidéosurveillance ne montre pourtant rien mais l'attention de Mulder est attirée par un flou qui apparaît sur une image. Une analyse menée par Chuck Burks permet de déterminer que ce flou est quelque chose de solide. Plus tard, un professeur qui avait mis une mauvaise note à Harden est tué par celui-ci, la vitesse de déplacement prodigieuse du jeune homme lui permettant d'accomplir son acte en public sans que personne le remarque. Harden doit cependant être hospitalisé peu après, son pouvoir mettant son organisme à rude épreuve. Mulder soupçonne le jeune homme du meurtre mais n'a aucune preuve. Pendant ce temps, Reed suit Raines jusque dans une grotte dans les bois et acquiert le même pouvoir qu'elle et Harden en passant dans un rayon de lumière.
Plus tard, le shérif découvre la lampe-torche disparue en fouillant la chambre de son fils. Ce dernier essaie alors de tuer son père mais en est empêché par Reed. Les analyses médicales menées par Scully permettent à Mulder de comprendre la nature du pouvoir d'Harden. Celui-ci retourne dans la grotte afin de se recharger. Reed et Raines arrivent à leur tour sur les lieux peu après et sont attaqués par Harden. Sur le point d'achever Reed, Harden est tué par une balle tirée par Raines, qui se place ensuite sur la trajectoire du projectile afin de mettre fin à ses jours. Mulder et Scully arrivent dans la grotte mais ne sont pas affectés par le rayon, celui-ci ne semblant fonctionner qu'avec les adolescents. La grotte est par la suite scellée.

## Distribution
- David Duchovny : Fox Mulder
- Gillian Anderson : Dana Scully
- Rodney Scott : Tony Reed
- Scott Cooper : Max Harden
- Nicki Aycox : Chastity Raines
- Ann Dowd : Madame Reed
- Tom Bower : le shérif Harden
- Bill Dow : Chuck Burks

## Production
Le concept d'un épisode sur des adolescents dotés d'une vitesse surhumaine est proposé lors de la 6e saison de la série mais la question épineuse de la façon de représenter ces adolescents freine le projet. David Amann s'attelle finalement au développement de cette idée et intègre en sous-texte de l'histoire des thèmes comme l'abus de drogues, l'ennui et les expériences menées à l'adolescence. Le directeur de casting Rick Millikan explique que le choix des acteurs devant interpréter les trois adolescents jouant un rôle primordial dans l'histoire a été un processus difficile. Il choisit finalement trois acteurs capables de « jouer la malfaisance avec subtilité » et pouvant déployer un mélange d'arrogance et de vulnérabilité.
Au lieu de se reposer principalement sur des effets spéciaux numériques pour représenter à l'écran le pouvoir de vitesse surhumaine des trois adolescents, le réalisateur Robert Lieberman utilise différentes vitesses de caméra. Des tests sont effectués avec des vitesses de 24, 12, 6 et 3 images par seconde afin de donner la touche appropriée à cet effet de vitesse. Un effet de flou numérique est ensuite ajouté aux plans concernés. Pour la scène de la balle tirée par Raines qui transperce le corps de Harden avant de la toucher à son tour, l'équipe des effets spéciaux utilise une combinaison de matte painting, d'effet de fumée pour la trajectoire et d'une balle créée numériquement. La scène de la table tuant le professeur en étant projetée sur lui pose des problèmes au comité de censure de la chaîne Fox par sa violence. Elle est donc légèrement modifiée afin que l'impact de la table sur le corps n’apparaisse pas à l'image.

## Accueil

### Audiences
Lors de sa première diffusion aux États-Unis, l'épisode réalise un score de 7,9 sur l'échelle de Nielsen, avec 11 % de parts de marché, et est regardé par 12,71 millions de téléspectateurs.

### Accueil critique
L'épisode reçoit un accueil mitigé de la critique. Parmi les critiques positives, Rich Rosell, du site Digitally Obsessed, lui donne la note de 3,5/5. Dans son livre, Tom Kessenich évoque un épisode « très agréable » et assez effrayant qui bénéficie de « merveilleuses interactions entre Mulder et Scully ».
Du côté des critiques mitigées ou négatives, Todd VanDerWerff, du site The A.V. Club, lui donne la note de B-. Paula Vitaris, de Cinefantastique, lui donne la note de 2/4. Le site Le Monde des Avengers lui donne la note de 2/4. Dans leur livre sur la série, Robert Shearman et Lars Pearson lui donnent la note de 2/5.

### Distinctions
L'épisode est nommé en 2000 aux Emmy Awards dans la catégorie des meilleurs effets visuels pour une série.